# 阿卡茹蒂巴
阿卡茹蒂巴是巴西巴伊亚州的一个市镇。总面积267.66平方公里，总人口14393人，人口密度53.8人/平方公里。